# Nemomydas venosus
Nemomydas venosus är en tvåvingeart som först beskrevs av Friedrich Hermann Loew 1866.  Nemomydas venosus ingår i släktet Nemomydas och familjen Mydidae. Inga underarter finns listade i Catalogue of Life.